# Trasporto di dipinti su tavola

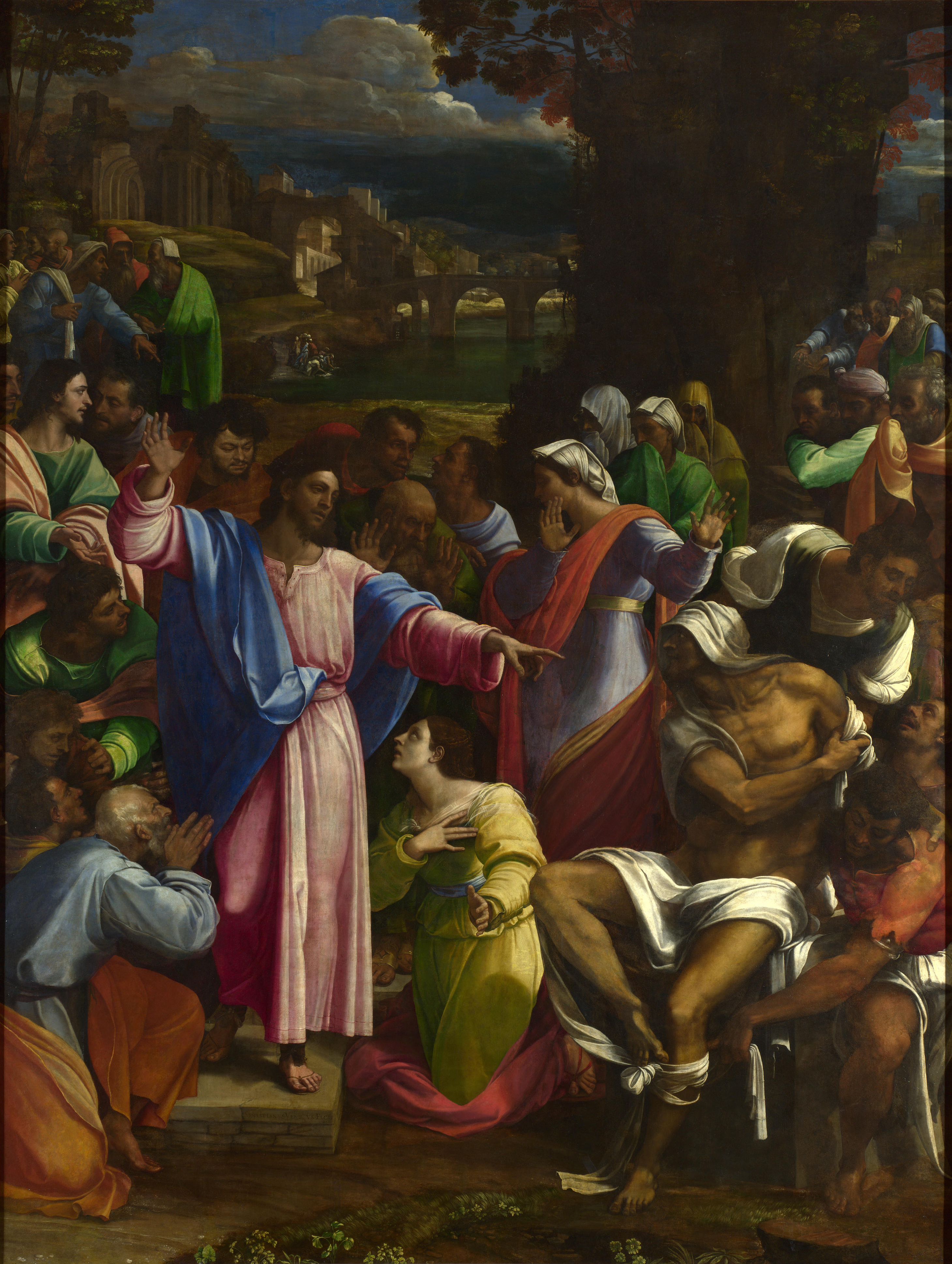
La Resurrezione di Lazzaro di Sebastiano del Piombo fu trasferita da tavola a tela nel 1771.

Il trasporto (o trasferimento) di dipinti su tavola a tela era un metodo di conservazione dei dipinti su tavola sostituendo il supporto ligneo originale – che fosse deteriorato, tarlato, rotto o deformato – con la tela o un nuovo pannello. Venne praticato a partire dal XVIII secolo fino a oltre la metà del Novecento e successivamente ampiamente soppiantato grazie alle nuove tecniche di conservazione del legno.
il metodo si sviluppò a Napoli e Cremona tra il 1711 e il 1725 e venne adottato in Francia verso la metà del XVIII secolo. Era diffusamente utilizzato nella seconda metà del XIX secolo. Delle tecniche simili sono usate per trasferire gli affreschi. I dipinti su tela invece spesso vengono stabilizzati con un supporto aggiuntivo.

## Metodi storici
Il processo fu descritto a metà dell'Ottocento da Henry Mogford nel suo Handbook for the Preservation of Pictures  (Manuale per la conservazione dei dipinti ). Fogli di carta lisci venivano incollati sulla superficie dipinta della tavola coperti da uno strato di mussola. La tavola veniva quindi fissata, a faccia in giù, ad un piano di lavoro, e il legno veniva piallato finché non si raggiungeva uno spessore «sottile quanto una pialla può lavorare in sicurezza», il rimanente veniva raschiato via con uno strumento affilato. Il sottofondo del dipinto veniva poi rimosso con solventi o ulteriore raschiatura, finché o non rimaneva altro che una sottile pellicola pittorica, incollata sulla carta e tenuta insieme dalla mussola. Una tela preparata veniva quindi incollata sul retro dello strato pittorico e, una volta asciutta, la carta e la mussola venivano rimosse con un controllato inumidimento.
Nella Parigi nel XVIII secolo la principale bottega che realizzò questo procedimento fu quella di Jean-Louis Hacquin (morto nel 1783), che trasportò su tela numerose opere della collezione reale francese. Si è scoperto che talvolta in questo laboratorio si usava interporre uno strato di pezze di seta o di fogli di carta tra la pellicola pittorica e la tela su cui veniva trasportato il dipinto. Il laboratorio fu continuato dopo la morte del capostipite dal figlio, François-Toussaint Hacquin (1756–1832), che si occupò di trasportare molti dei dipinti arrivati dall'Italia in Francia durante l'occupazione napoleonica.
Un altro discutibile metodo "segreto", utilizzato dal predecessore di Hacquin, Jean-Michel Picault (morto nel 1777), si suppone che consistesse nel disgregare lo strato di imprimitura, esponendolo al protossido di azoto; questo processo consentiva di staccare la pittura dalla tavola lasciandole "intatte". Alla fine Picault venne considerato un ciarlatano e licenziato. Si tramanda che una restauratrice contemporanea, Marie-Jacob Godefroid (morta nel 1775), abbia ottenuto risultati simili mediante il vapore acqueo.
In Germania e Austria si tendeva ad utilizzare un meno drastico "trasporto parziale" mantenendo un sottile strato del legno originale e incollandolo su una nuova tavola.
Un metodo alternativo è stato considerato per anni l'assottigliamento della tavola per renderla più cedevole al raddrizzamento metodo che però produceva grandi problemi nell'artificiale disequilibrio conferito così alla tavola.

## Nuovo metodo di trasporto

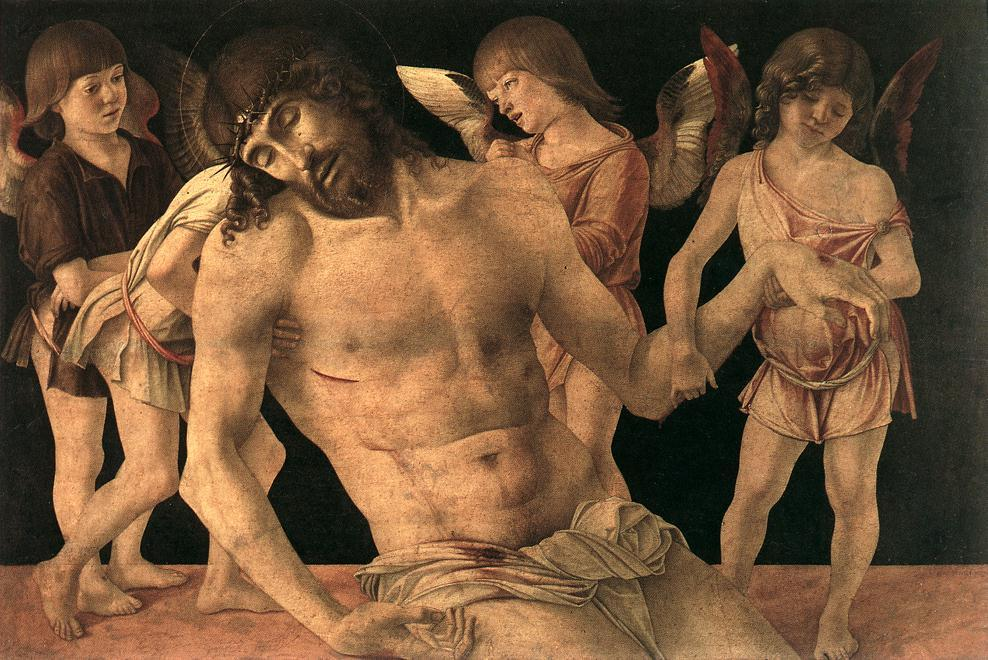
La Pietà di Giovanni Bellini di Rimini è stata prima trasportata su tela e successivamente (1979) Ottorino Nonfarmale lo trasferì su di un supporto privo di movimenti.

L'antico metodo di trasporto è considerato snaturante e rischioso per l'opera originale, viene utilizzato esclusivamente nei casi estremi in cui il consolidamento con la sverzatura, la parchettatura mobile o la disinfestazione dai parassiti non siano praticabili o siano insufficienti.
La nuova tecnica prevede la pulizia preventiva della pellicola pittorica esterna quindi la sua protezione con due strati di carta (il cosiddetto cartonnage) applicati con una colla facilmente solubile. Successivamente viene eliminato meccanicamente il legno di supporto scavandolo lentamente con sgorbie e bisturi. A questo punto viene applicato di un nuovo strato di imprimitura, simile a quella originale a cui segue il rinforzo della pellicola pittorica con garze o cotone voile preceduto da uno o due strati di carta giapponese per mascherare la trama del tessuto. il nuovo supporto non è più la tela bensì un pannello rigido di materiale accoppiato, in alcuni casi con gli strati esterni in legno oppure in resina sintetica. È stato anche predisposto un nuovo tipo di collante sintetico in grado di mantenere una consistenza viscosa allo scopo di rendere più facile un eventuale nuovo stacco e trasporto in caso di necessità.